# 발명 Q 원리를 찾아라
발명 Q 원리를 찾아라는 1998년 3월 4일부터 1999년 1월 27일까지 EBS에서 방영한 어린이 대상 프로그램이다. 

## 진행자
- 김창완